# Tsjernjachovsk
Tsjernjachovsk, vóór 1946 Insterburg (Russisch: Черняховск, Litouws: Įsrūtis; Pools: Wystruć) is een stad in de Russische oblast Kaliningrad. De plaats had 44.323 inwoners bij de volkstelling van 2002. De stad ligt aan de samenvloeiing van de Angrapa (Angerapp) en de Instroetsj (Inster), die vanaf hier de Pregolja (Pregel) vormen.

## Geschiedenis

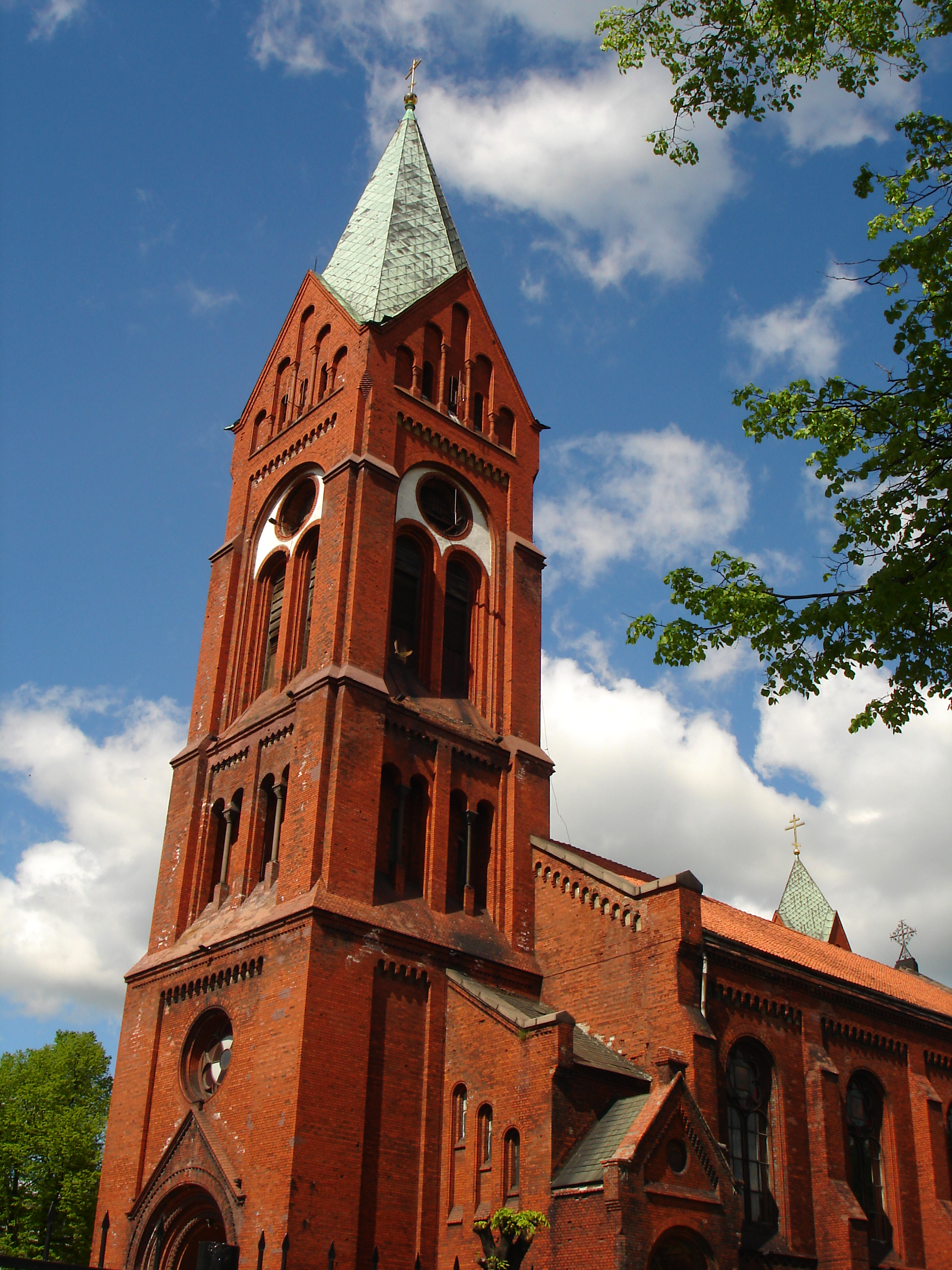
Orthodoxe Sint-Michaëlskerk (voormalige hervormde kerk uit Duitse tijd)

De Duitse Orde bouwde in 1336 een burcht met de naam Insterburg, naar de rivier de Inster (nu: Instroetsj). Rondom deze burcht ontstond een nederzetting, die in 1683 stadsrechten kreeg. Insterburg werd een deel van het hertogdom Pruisen en daarin later van de provincie Oost-Pruisen binnen het koninkrijk Pruisen. Vanaf 1871 was Insterburg deel van het Duitse Keizerrijk.
Insterburg werd als burcht opgericht in 1336 door de Duitse Orde en omdat het als uitvalsbasis tegen de Litouwers diende, werd het door hen platgebrand in 1376 en opnieuw, nu samen met de Polen, in 1457. De burcht werd daarna versterkt en een oostelijke voorpost in Oost-Pruisen. Pas in 1541 werd de ontwikkeling van een stad mogelijk gemaakt door marktrechten, die in 1683 werden uitgebreid tot stadsrechten. Ontwikkeling bleef uit door een stadsbrand in 1590 en oorlogsverwoestingen in de daarop volgende decennia. In 1709 stierf het grootste deel van de bevolking aan een pestepidemie waarbij het omringende platteland ontvolkte. Koning Frederik Willem I van Pruisen besloot daarop uit Salzkammergut verdreven lutheranen,  Zwitserse mennonieten, en Franse hugenoten naar de stad te halen met aantrekkelijke vestigingsvoorwaarden. De Russische bezetting in de Zevenjarige Oorlog, na 1758, remde de ontwikkelingen weer af. Napoleon legerde zijn troepen in de stad die in 1812 naar Rusland trokken en de stad uitgewoond achterlieten. Inmiddels was ook het schaars, meest door Litouwers, bewoonde achterland met drooglegging van moerassen en kanaliseringen tot ontwikkeling gekomen. De aansluiting op het spoor in 1860 maakte industriële ontwikkelingen mogelijk en tussen 1850 en 1885 groeide de bevolking van 9.000 naar 21.000 mensen. In 1910 waren het er 32.000. Met hogere scholen en ziekenhuizen, waaronder een voor de tijd zeer moderne verloskundige kliniek, streefde de stad Gumbinnen, de hoofdstad van het ‘Regierungsbezirk’ waartoe Insterburg ook behoorde, voorbij. Aan de vooravond van de Eerste Wereldoorlog was de stad een ganizoensplaats die overigens niet stand hield tegen de snelle Russische opmars in augustus 1914, maar het Russische leger werd na enkele weken weer verdreven en daarna werd de stad het hoofdkwartier van generaal Paul von Hindenburg.
Na de oorlog kregen nieuwe bestuursorganen, banken, een gerechtshof en tal van industrieën een plaats. In 1935 werden de militaire voorzieningen uitgebreid met een vlieghaven. Even voor het uitbreken van de Tweede Wereldoorlog telde de stad 49.000 inwoners. Het militaire belang maakte van de stad een oorlogsdoel en op 27 juli 1944 zwaar gebombardeerd door de Britse Royal Air Force, waarna evacuaties georganiseerd werden. De stad werd door het Rode Leger op 21 en 22 januari 1945 veroverd. In de stad waren toen nog 10.0000 inwoners aanwezig.
De inname ging met grote verwoestingen gepaard en daarna werd een interneringskamp voor ca 250.000 achtergeblevenen uit de gehele regio ingericht. Arbeidsgeschikten werden van daaruit naar werkkampen in de Sovjet-Unie gevoerd (zie Verdrijving van Duitsers na de Tweede Wereldoorlog). De stad werd nu met het noordelijk deel van Oost-Pruisen als de Oblast Kaliningrad bij de Sovjet-Unie gevoegd, kreeg een nieuwe Russische bevolking en een nieuwe naam ter ere van generaal Iwan Tschernjachowski  die bij de gevechten in februari was gesneuveld. 
Sinds 1996 is een soldatenbegraafplaats ingericht waar alle Duitse oorlogsgraven van de Oblast Kaliningrad worden geconcentreerd. Enkele Duitse monumenten mochten worden hersteld met name die betreffende  Pruisen en Rusland als bondgenoten tegen Napoleon. Na de oorlog werden enkele nog bruikbare openbare gebouwen hersteld en na 1990 kwamen enkele kerken weer in godsdienstig gebruik. De burcht van de Duitse Orde wordt recent onder de oude naam als ‘Samok Insterburg’ gerestaureerd. 
Door opheffing van de dorpen in de omgeving werd de stad een bevolkingsconcentratie en in 2000 had ze met 44.000 bijna evenveel inwoners als voor de oorlog hoewel dat aantal terugloopt.

## Geboren in Insterburg-Tsjernjachovsk
- Martin Grünberg (1655 - 1706/7), bouwmeester
- Eduard Heinrich von Flottwell (1786–1865), Oberpräsident van de Pruisische provincie Posen
- Sigismund von Dallwitz (1829–1906), afgevaardigde in de Rijksdag
- Ernst Wichert (1831–1902), rechter en dichter
- Agnes Hacker (1860–1909), arts en feministe
- Hans Otto Erdmann (1896–1944), nam deel aan het verzet tegen Hitler en werd daarvoor ter dood gebracht
- Karl-Heinz Becker (1900–1968), predikant in de Bekennende Kirche
- Kurt Kuhlmey (1913–1993), oorlogsvlieger actief boven Noorwegen, Finland, Polen en Noord-Afrika, bracht het tot de generaalsrang en wordt in Finland als oorlogsheld bedacht
- Bruno Bachler (1924–2011), communistische verzetsstrijder tegen het nationaalsocialisme, in het KZ  Buchenwald geïnterneerd en na 1945 functionaris in de KPD
- Harry Boldt (* 1930), olympisch kampioen paardendressuur
- Ruprecht Haasler (1936–2017), generaal in de Bundeswehr
- Friedrich Radszuweit (geboren in een dorpje nabij) (1876-1932), uitgever van tijdschriften, homorechtenactivist

## Bezienswaardigheden
- Ruïne van Slot Insterburg
- Slotgracht
- Russisch-orthodoxe Michailovski Kathedraal (voormalig hervormde ('Reformierte') kerk)
- Katholieke kerk
- Stoeterij Majovka (voormalig Slot Georgenburg)
- Ruïne van de Bismarcktoren noordwestelijk van de binnenstad, gebouwd in 1913

Bestuurlijk centrum: Kaliningrad

Bagrationovsk · Baltiejsk · Goerjevsk · Goesev · Gvardejsk · Krasnoznamensk · Ladoesjkin · Lozovoje · Mamonovo · Neman · Nesterov · Ozjorsk · Pionerski · Polessk · Pravdinsk · Slavsk · Sovjetsk · Svetlogorsk · Svetly · Tsjernjachovsk · Vesjoloje · Zelenogradsk